# Länsväg 744 (Norrbottens län)
De Zweedse weg 744 is een secundaire länsväg in Noord-Zweden, provincie Norrbottens län. De weg ligt tussen Morjärv en Kalix in de gemeente Kalix en loopt langs de Kalixälven. Andere dorpen die men tegenkomt zijn Kamlunge, Börjelsbyn en Åkroken. Vroeger was de weg een primaire lansväg met het nummer 390, deze is later veranderd naar de secundaire 744. De weg kent over de gehele 26,4 kilometer twee stroken. In de buurt van de dorpjes mag 50 km/h gereden worden en er buiten meestal 70 km/h.